# Univerzita v Lomé
Univerzita v Lomé (francouzsky Université de Lomé) je největší univerzita v Togu a nachází se v jeho hlavním městě Lomé. Byla založena roku 1970 pod názvem Beninská univerzita (Université du Bénin). V roce 2001 změnila název na Univerzitu v Lomé.

## Historie
Univerzita byla založena v Lomé dne 14. září 1970.

### Studentské nepokoje v roce 2011
V květnu 2011 vláda Toga nařídila na dobu neurčitou uzavřít Univerzitu v Lomé poté, co studenti zahájili demonstrace za lepší podmínky a stravu. Nepokoje započaly ve středu 25. května 2011 a postupně eskalovaly. Vyvrcholily v pátek střetem mezi studenty a policií, která proti nim použila slzný plyn. Úřady uvedly, že výtržnici vtrhli do přednáškových sálů, útočili na přednášející a další studenty a ničili univerzitní majetek. Univerzita byla uzavřena 27. května 2011.
Vedoucí univerzity Koffi Ahadzi Nonon uvedl, že studenti byli rozhořčení, že univerzita zavedla nový akademický systém s názvem LMD, na který nebyli studenti připraveni. Dne 26. května 2011 vydalo velvyslanectví USA v Lomé upozornění, aby se američtí občané vyhýbali univerzitnímu kampusu, dokud nepokoje neustanou.
Dne 6. června 2011 došlo k dohodě mezi univerzitou a studenty. Dne 15. června 2011 byl zatčen vedoucí studentské organizace Hnutí pro rozvoj tožských studentů za pokus o podnícení násilného odporu.
Dne 8. července 2011 podepsali studenti a zástupci vlády formální dohodu, která studujícím umožňovala pokračovat v klasickém akademickém systému nebo přejít na LMD systém podle svého uvážení. Dohoda také uváděla, že vláda investuje 2,4 miliardy franků CFA do výstavby nových přednáškových sálů a učebních bloků na Univerzitě v Lomé a na Univerzitě v Kaře.